# Wet op de scheiding van kerk en staat

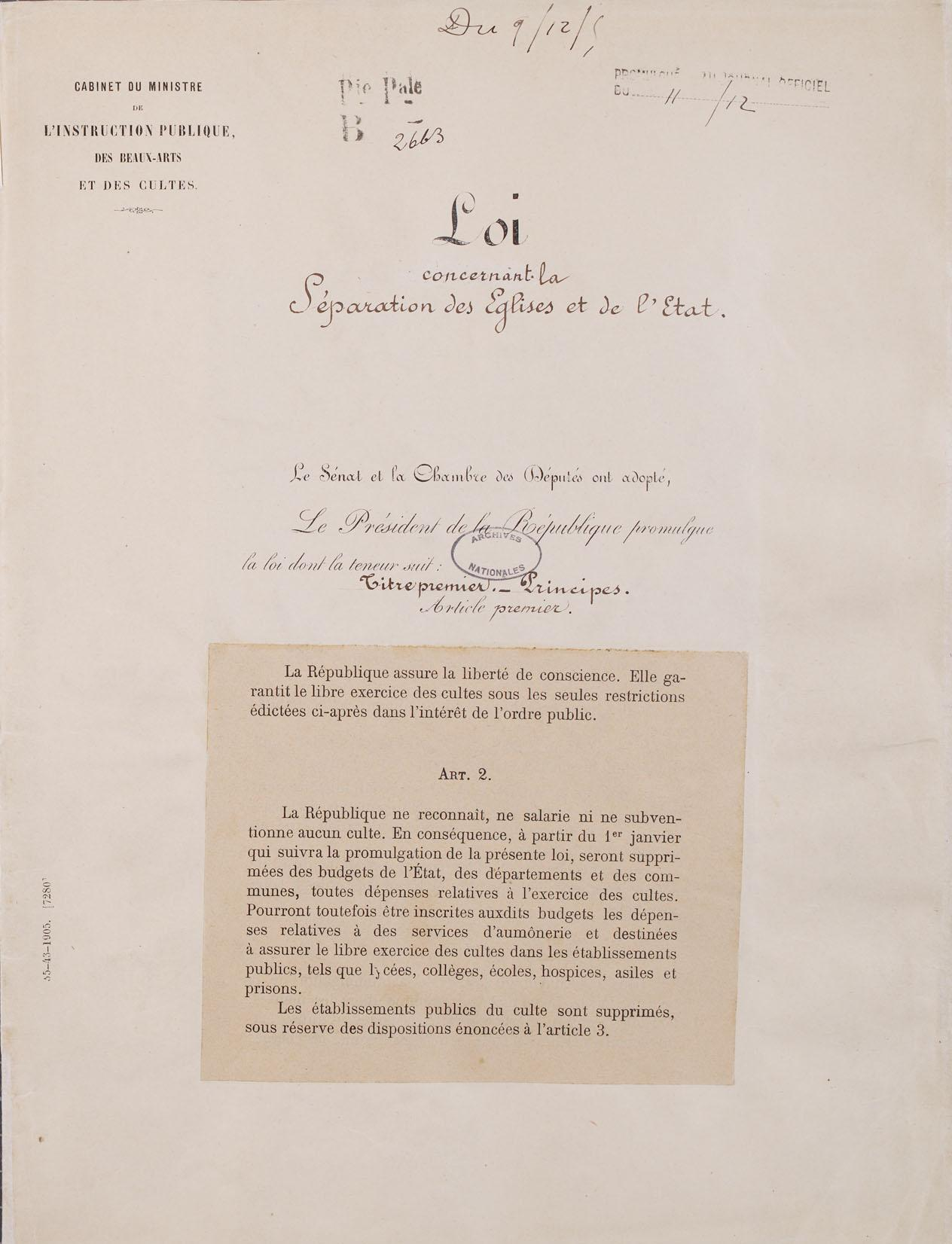
Eerste pagina van de wet (Archives nationales)

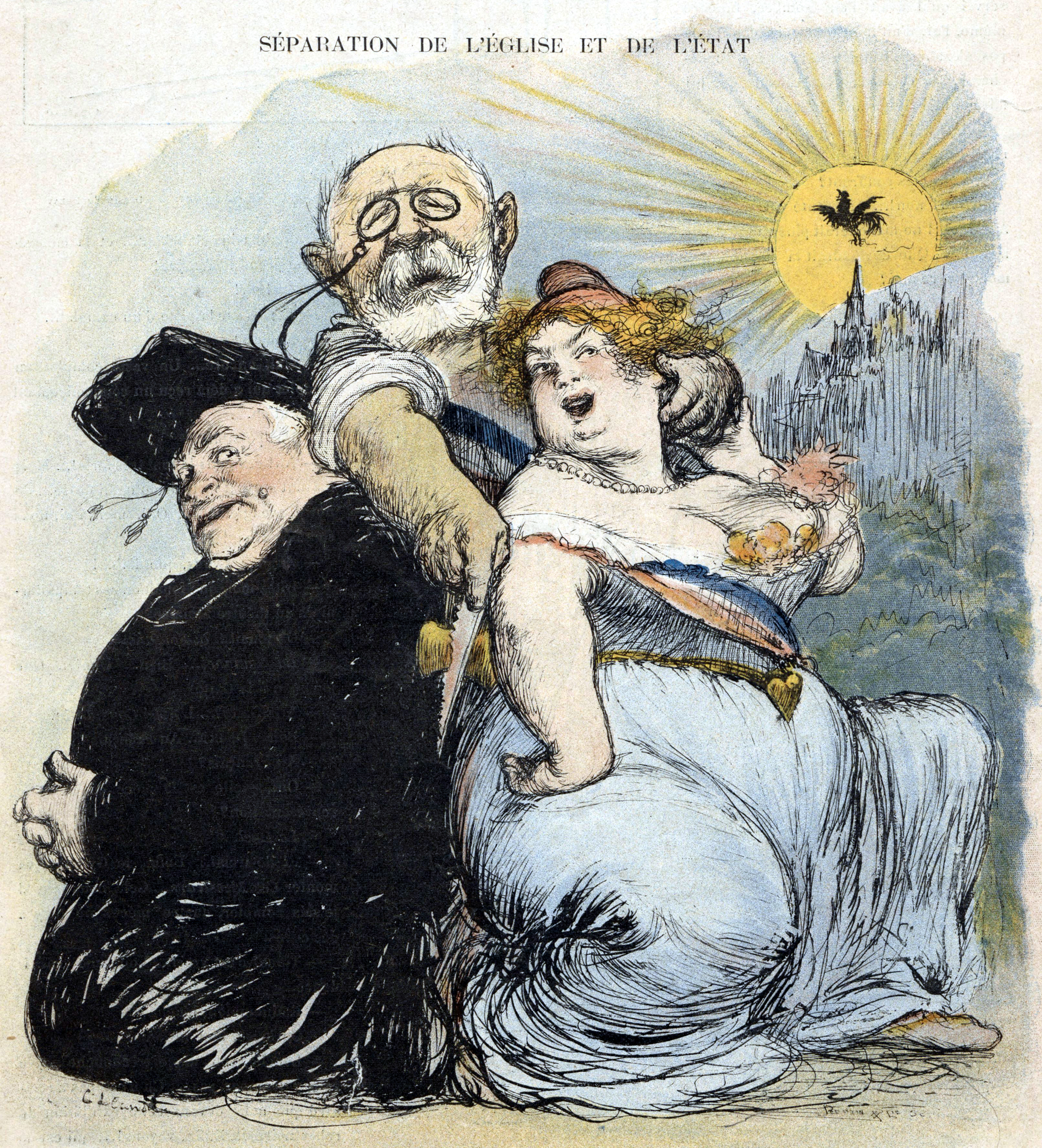
Spotprent verschenen in Le Rire (mei 1905)

De Wet op de scheiding van kerk en staat (Frans: Loi de séparation des Églises et de l'État) is een Franse wet uit 1905 die de neutraliteit van de Franse staat waarborgt en de bezoldiging van bedienaars van de erediensten regelt.
De wet is nog steeds van toepassing maar geldt niet in de Elzas en het departement Moselle, gebieden die in 1905 deel uitmaakten van het Duitse keizerrijk, en ook niet in bepaalde overzeese gebieden zoals Frans-Guyana.

## Voorgeschiedenis
De Wet van 1905 kadert in een reeks van zogenaamde republikeinse wetten aangenomen tijdens de Derde Franse Republiek vanaf 1872. Een aantal van deze wetten over de neutraliteit van het onderwijs had de verhouding tussen de Franse staat en de Katholieke Kerk op scherp gezet. In de jaren 1890 kwam er een toenadering, maar de Dreyfusaffaire en de linkse overwinning in de verkiezingen van 1902 verhardden de standpunten. De wet werd voorbereid door Aristide Briand, de latere eerste minister en Nobelprijswinnaar.

## Inhoud
De Wet werd aangenomen op 9 december 1905 met een linkse meerderheid van socialisten, radicalen en gematigde republikeinen. Briand beschouwde de wet als verzoenend omdat deze de gewetensvrijheid en de vrije uitoefening van de godsdienst waarborgde. Tegelijk werd de neutraliteit van de staat bevestigd, wat betekende dat de staat geen middelen meer schonk aan confessionele (katholieke) scholen. Hiermee werd een einde gemaakt aan het Concordaat van 1801, waarbij bezoldiging van de bedienaren van de erkende erediensten werd voorzien. Verder bepaalde de wet dat er een inventaris van de kerkelijke goederen moest worden opgemaakt. Elke godsdienst moest verenigingen oprichten om de kerkelijke goederen te beheren en de eigen bedienaren van de eredienst te betalen.

## Protest
De wet leidde tot betogingen van katholieke zijde en in februari 1906 veroordeelde paus Pius X de wet. Het protest richtte zich vooral tegen de verplichte inventaris van kerkelijke goederen en wordt daarom querelle des inventaires genoemd (vrije vertaling: geschil over de inventarissen). Het protest was het grootst in het westen van Frankrijk. Er volgden confrontaties met de ordediensten in Quimper, Ploërmel, Rennes, Vannes, Sainte-Anne d'Auray, Nantes, Monistrol-d'Allier en Le Portel. In Boeschepe en in Montregard vielen hierbij zelfs doden. Hierop werden de besluiten betreffende de inventarisatie door minister van Binnenlandse Zaken Georges Clemenceau geschorst.

## Nasleep
De Katholieke Kerk weigerde verenigingen op te richten zoals voorzien door de wet. Een aanvullende wet uit 1907 verklaarde hierop alle gebouwen van de Katholieke Kerk die niet al door de staat waren genationaliseerd na de Franse Revolutie, staatseigendom die vervolgens ter beschikking werden gesteld van de kerk. Enkel kerkgebouwen die nadien zijn opgetrokken zijn eigendom van de Kerk.
Pas in 1923 werd er een compromis bereikt en richtte de Katholieke Kerk verenigingen op en dit op het niveau van de bisdommen.